# Hugenbruch
Hugenbruch ist eine Hofschaft im Wuppertaler Wohnquartier Eckbusch im Stadtbezirk Uellendahl-Katernberg.

## Geografie
Die Hofschaft liegt auf 208 m ü. NHN an der Kreisstraße 22 zwischen der Bergischen Diakonie Aprath und der Ortslage Grenze Jagdhaus. Der Eigenbach, ein Nebenfluss der Düssel, fließt nördlich an der Hofschaft vorbei. Benachbarte Orte sind neben Eigen die Hofschaften Auf dem Hufen, Oberste- und Unterste Leimberg, Zum Löh und die vergleichsweise dichte Besiedelung im Bereich des Freibads Eckbusch.

## Etymologie
Der Name bedeutet übersetzt Krötensumpf und leitet sich aus dem althochdeutschen Hugen = Kröten und Bruch = Sumpf ab. Ausschlaggebend waren die (inzwischen weitgehend trockengelegten) sumpfigen Böden am Ufer des Eigenbaches, die einen bevorzugten Lebensraum von Kröten darstellten.

## Geschichte
Der Hof Hugenbruch gehörte im 17. Jahrhundert zu den Höfen im Allodialbesitz der Herren von Schloss Aprath. Verwaltungstechnisch gehörte er zu der Honschaft Oberdüssel im Bereich der bergischen Unterherrschaft Schöller. Nach Auflösung des Großherzogtums Berg 1813 war Hugenbruch Teil der Gemarkung Oberdüssel in der Bürgermeisterei und späteren Stadt Wülfrath.

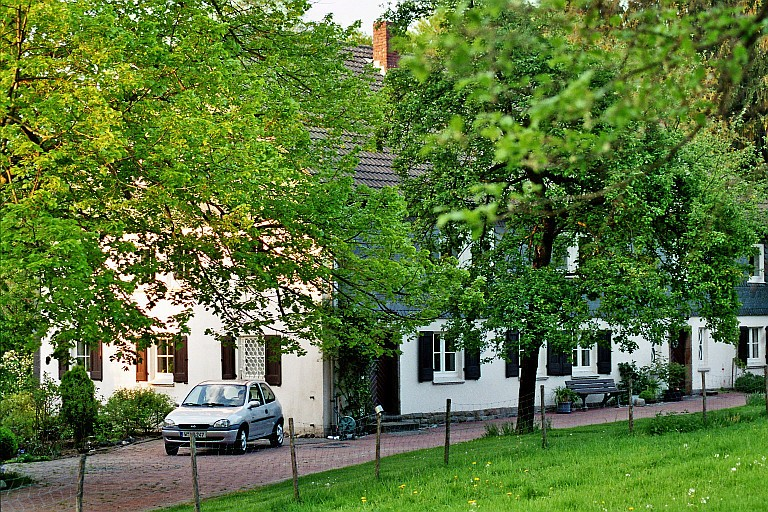
Unterste Hugenbruch

Der Hof wird als Hugenbruck auf dem Blatt Dominium Schöller der Topographia Ducatus Montani des Erich Philipp Ploennies aus dem Jahre 1715 verzeichnet, die Carte des Herzogthums Berg des Carl Friedrich von Wiebeking aus dem Jahre 1789 nennt dieselbe Schreibweise. Dort ist der Hof allerdings dem Gebiet der bergischen Unterherrschaft Hardenberg zugeordnet. Die heutige Kreisstraße 22 (Oberdüsseler Weg) durch den Hof wird erstmals auf der Topographischen Aufnahme der Rheinlande von 1824 verzeichnet. Die Straße ist es auch, die die Hofschaft in das nördliche Unterste Hugenbruch und das südliche Oberste Hugenbruch teilt. Beide Bezeichnungen finden sich auch auf der Preußischen Uraufnahme von 1843.
Laut dem Gemeindelexikon des Königreichs Preußen besaß Hugenbruch 1888 zwei Häuser mit zwölf Einwohnern. Bei der Vereinigung 1929 von Elberfeld, Barmen und weiteren Städten zu Wuppertal wurde der westliche Teil der Gemarkung Oberdüssel mit Hugenbruch Elberfeld zugeordnet und kam so zu Wuppertal.
Anfang des 20. Jahrhunderts bestand in Hugenbruch ein Wirtshaus mit dem Namen Haus Hugenbruch (später: Haus am Waldsee), zu dieser Zeit wurde auch ein großer Stauteich am Eigenbach angelegt, der als Kahnteich genutzt wurde. Der Elberfelder Pfarrer Dr. Paul Erfurth kaufte 1908 das benachbarte Gut Eigen, um dort eine ländliche Zweigniederlassung der „Elberfeld-Barmer Rettungs- und Zufluchthäuser für hilfsbedürftige alleinstehende Frauen“ (die heutige Bergische Diakonie Aprath) zu gründen. Nach dem Bau und Bezug des Hauses Eben Ezer auf Gut Eigen im Jahr 1910 durch Elberfelder „Fürsorgezöglinge“ erwarb er 1914 ebenfalls das nahe Haus Hugenbruch und richtete dort ein weiteres Zufluchtshaus für „20 schulentlassene weibliche Schwächlinge“ ein.
Der bekannteste Sohn des Ortes ist der Schriftsteller Carl Schmachtenberg, der auf dem Hof Unterste Hugenbruch den Großteil seines Lebens verbrachte.